# Pilolabus marginatus
Pilolabus marginatus is een keversoort uit de familie bladrolkevers (Attelabidae). De wetenschappelijke naam van de soort werd in 1994 gepubliceerd door Hamilton.